# Районен съд Ботевград
Районен съд Ботевград е съд в Ботевград, който обслужва населението на общините Ботевград и Правец.

## История
В Ботевград съществува съдилище още от времето на Османската империя. Непосредствено след Освобождението е създаден български съд в Орхание, който е околийски център в Софийски окръг. От 1900 до 1935 г. съда се нарича Орханийски мирови съд. До 1953 г. е Околийски съд. От 1953 г. до 18 май 1971 г. е Ботевградски народен съд, а след това Ботевградски районен съд.
До 1971 г. Ботевградския районен съд обслужва селищата: град Ботевград и селата Правец, Трудовец, Разлив, Калугерово, Своде и Осиковска Лакавица, Скравена, Новачене, Боженица, Липница, Литаково, Радотина, Рашково, Краево, Гурково и Врачеш.
От 18 май 1971 г. съда обслужва селищата: град Ботевград, град Правец и селата Трудовец, Разлив, Калугерово, Своде, Осиковска Лакавица, Скравена, Новачене, Боженица, Липница, Литаково, Радотина, Рашково, Краево, Гурково, Врачеш, Правешка Лакавица, Равнище, Видраре, Манаселска река и Еловдол.
От 16 ноември 2009 г. районният съд се помещава в нова сграда. В старата сграда е реконструирана и в нея се помещава Историческият музей.

## Дейност
Дейността на съда обхваща разглеждането на наказателни и граждански дела. Районния съд извършва и нотариална работа – покупко-продажби, засвидетелствува подписи върху пълномощия, декларации и други. свойствени на съдилищата дейности. Той е авторитетен орган на своята територия и създава увереност и сигурност за населението в района на съда.